# 森裕之
森 裕之（もり ひろゆき、1967年 - ）は、日本の財政学者。立命館大学政策科学部教授。専門は地方財政論、地方自治論、公共政策論。

## 略歴
大阪府生まれ。1990年、大阪市立大学卒業。1993年に同経営学研究科後期博士課程中退後、高知大学人文学部助手・専任講師、大阪教育大学教育学部専任講師・助教授、立命館大学政策科学部助教授等を経て教授。2008年に立命館大学で博士号（政策科学）取得。2009年『公共事業改革論』で日本地方財政学会佐藤賞（著作の部）受賞。

## 人物
- 大阪都構想（大阪市の廃止と特別区の設置）に反対し、「百害あって一利なし」と述べている[4]。

## 著書

### 単著
- 『公共事業改革論：長野県モデルの検証』（有斐閣、2008年）
- 『公共施設の再編を問う：「地方創生」下の統廃合・再配置』（自治体研究社、2016年）
- 『市民と議員のための自治体財政：これでわかる基本と勘どころ』（自治体研究社、2020年）

### 共著
- （平岡和久）『Q＆A 地方財政構造改革とはなにか』（自治体研究社、2003年）
- （平岡和久）『検証「三位一体の改革」：自治体から問う地方財政改革』（自治体研究社、2005年）
- （中山徹・柏原誠、大阪自治体問題研究所編）『住民主権の府政へ：「大阪府行財政計画(案)2004年版」批判』（自治体研究社、2005年）
- （平岡和久）『新型交付税と財政健全化法を問う：地方財政改革の焦点』（自治体研究社、2007年）
- （平岡和久）『検証・地域主権改革と地方財政：「優れた自治」と「充実した財政」を求めて』（自治体研究社、2010年）
- （宮本憲一・冨田宏治・梶哲教・髙山新・桜田照雄・中山徹）『2015秋から大阪の都市政策を問う』（自治体研究社、2015年）
- （平岡和久）『新型コロナ対策と自治体財政：緊急アンケートから考える』（自治体研究社、2020年）

### 共編著
- （平岡和久）『都市自治体から問う地方交付税』（自治体研究社、2006年）
- （平岡和久・初村尤而）『財政健全化法は自治体を再建するか：事例で見る影響と課題』（自治体研究社、2008年）
- （見上崇洋・吉田友彦・高村学人）『地域共創と政策科学：立命館大学の取組』（晃洋書房、2011年）
- （城塚健之・尾林芳匡・山口真美）『これでいいのか自治体アウトソーシング』（自治体研究社、2014年）
- （冨田宏治・梶哲教・中山徹・大阪自治体問題研究所）『大阪市解体それでいいのですか？：大阪都構想批判と対案』（自治体研究社、2015年）
- （藤井聡・村上弘）『大都市自治を問う：大阪・橋本市政の検証』（学芸出版社、2015年）
- （冨田宏治・梶哲教・柏原誠）『初歩から分かる総合区・特別区・合区：Osaka city』（自治体研究社、2017年）
- （諸富徹・川勝健志）『現代社会資本論』（有斐閣、2020年）